# Saint-Coulomb
Saint-Coulomb é uma comuna francesa na região administrativa da Bretanha, no departamento Ille-et-Vilaine. Estende-se por uma área de 18,11 km². Em 2010 a comuna tinha 2 875 habitantes (densidade: 158,8 hab./km²).

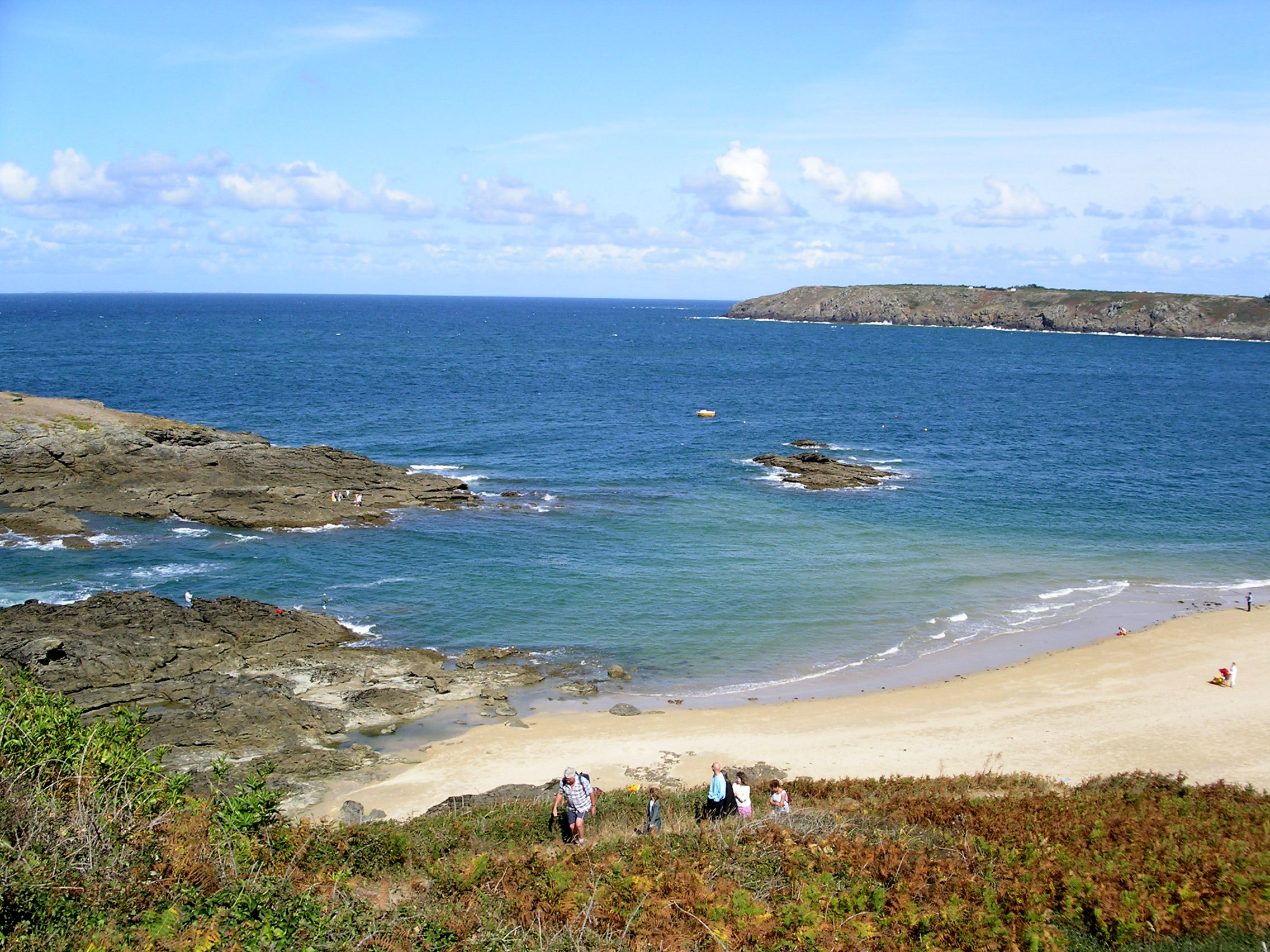
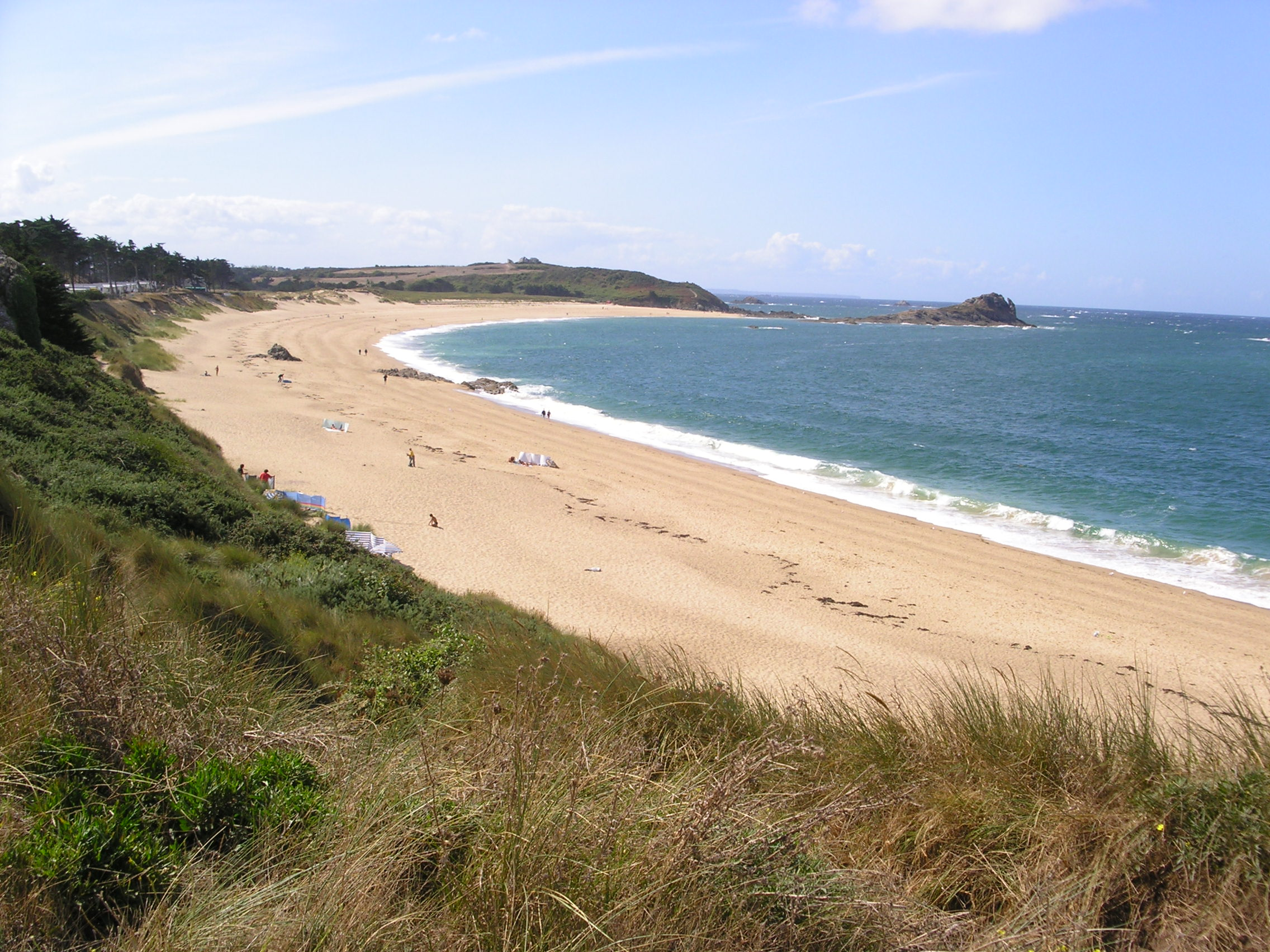

- Saint-Coulomb.com